# 이나무라가사키역

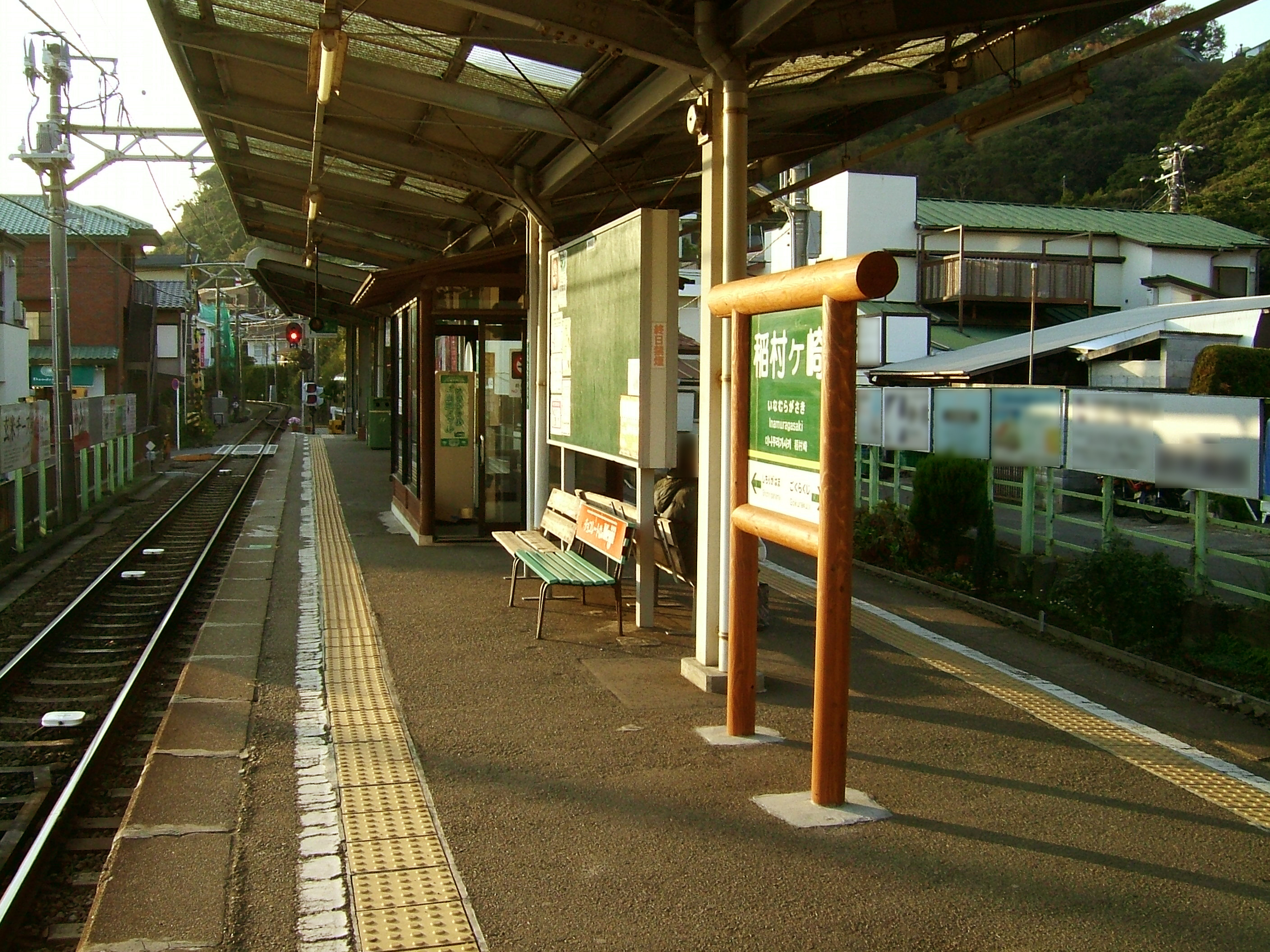
이나무라가사키 역 승강장의 모습

이나무라가사키역(일본어: 稲村ヶ崎駅)은 에노시마 전철선의 역이다. 가나가와현 가마쿠라시 이나무라가사키 니초메에 있다.

## 역사
- 이나무라가사키 역은 1904년 4월 1일에 개업하였다.
- 1922년: 이 시기의 역은 현재의 역보다 동쪽에 존재했다. 승강장은 1면1선의 단선승강장이었다.
- 1926년: 열차가 교행하는 역이 되었다.
- 1930년 혹은 1931년: 다시 1면1선의 단선승강장으로 돌아갔다. 승강장의 높이는 노면전차용 승강장처럼 낮았다.
- 그 후(시기불명): 서쪽으로 이동하여 지금의 위치에 이른다. 다시 열차 교행을 취급하게 되었으며, 승강장의 높이도 다시 높아졌다. 개찰구가 있는 역으로 승격하여 지금에 이른다.

## 역 구조
- 승강장은 1면 2선의 섬식 승강장이다. 이 역에서 열차의 교행(엇갈려가기)이 이루어진다.
- 이 역에서 고쿠라쿠지 차량기지로부터 본선으로의 출입고를 원격조작하고있기 때문에 역무원 2명이 상주하고 있다.
- 이 역에서 시발 및 종착하는 열차가 있으며, 야간에는 열차를 유치한다.
- 역과 승강장사이의 통행은 역내 건널목을 통해 이루어진다.
- 화장실은 개찰구 밖에 있다.

## 승차량 변동
2008년 기준 이나무라가사키 역의 일평균승차량은 4752명이다.

### 승강장
| 1-2 | ■ 에노시마 전철선 | 가마쿠라, 후지사와 방면 |